# Alpenverein
Alpenverein, v překladu z němčiny „Alpský spolek“, je největší horolezecká zájmová organizace na světě. Alpský svaz sdružuje alpské spolky jednotlivých zemí.

## Cíle
Původně byly hlavními cíli spolku vědecká činnost v Alpách, zpřístupnění Alp turistům výstavbou cest a horských chat. Ve 20. století se hlavním cílem stala podpora horolezectví.
Dnes se stává stále důležitějším úkolem spolku ochrana přírody a trvale udržitelná podpora horských sportovních aktivit. Příkladem jsou horské chaty šetrné k životnímu prostředí, ochrana hor před nadměrnou zástavbou a osídlováním.

## Seznam největších alpských spolků
| Název                         | Zkratka | Země      | Rok založení |
| ----------------------------- | ------- | --------- | ------------ |
| Deutscher Alpenverein         | DAV     | Německo   | 1869         |
| Oesterreichischer Alpenverein | OeAV    | Rakousko  | 1862         |
| Schweizer Alpen-Club          | SAC     | Švýcarsko | 1863         |

## Členství – výhody
Členství v některém z alpských spolků má pro sportovce i turistu mnoho výhod. Mezi nejzajímavější patří:
- levné ubytování v alpských horských chatách, přednost při rezervaci před nečleny
- nárok na slevu u jídla a pití na chatách alpských spolků

- pojištění sportovních aktivit v horách platné po celém světě

Úplný výpis výhod lze nalézt na stránkách jednotlivých zemí.

## Členství – příspěvky
Příspěvek se vybírá jednou ročně. Například v Německu v roce 2011 se výše pohybovala mezi 45–90 EUR pro dospělého člověka, pro rodinu jsou nabízena zvýhodněná členství.

## Členství pro občany ČR
Alpy a celosvětově velehory patří k častým destinacím dovolených mnoha Čechů. Pro aktivní horské turisty a sportovce může být členství v Alpském spolku zajímavé. Na území ČR neexistuje žádná sekce, která by byla členem některého z Alpských spolků. Ovšem v alpských zemích jsou sekce, které přijímají členy ze zahraničí. Pro občana ČR lze doporučit členství v Rakouském alpském spolku Oesterreichischer Alpenverein. Některé české cestovní kanceláře zprostředkovávají za poplatek členství v Rakouském alpském spolku.